# Филип Јеванђелист
Филип Јеванђелист (грч. Φίλιππος) се појављује неколико пута у Делима Апостолским. Био је један од Седморице изабраних да се старају о сиромашнима хришћанске заједнице у Јерусалиму (Дап. 6). Он је проповедао и наводно чинио чуда у Самарији, срео је и крстио Етиопљанина, евнуха, на путу од Јерусалима до Газе, што се традиционално сматра за почетак Етиопске цркве (Дап. 8:26-39). Касније је Филип живео у Приморској Цезареји са своје четири ћерке које су прорицале, где га је посетио апостол Павле (Дап. 21:8-9).

## Нови завет
Филип се први пут помиње у Делима апостолским (Деп. 6:5) као један од „седам ђакона“ који су изабрани да се баве одређеним свакодневним пословима цркве у Јерусалиму као последица приговарања хелениста против Јевреја.
После Стефанове мученичке смрти, отишао је у „град Самарију“, где је проповедао са великим успехом, а Симон Врач је био један од његових обраћеника. После му је анђео Господњи рекао да иде на пут између Јерусалима и Газе. Ту је поучио и крстио етиопског евнуха; затим га је "однео" Дух и "пронађен је у Азоту" (Ашдод); а затим „пролазећи је проповедао по свим градовима док није дошао у Цезарију“ (Деп. 8).
Неколико година касније, према Делима (Деп. 21:8-9), где је описан као „јеванђелист“ (израз који се у Новом завету, осим овде, користи само у Посланици Ефесцима (Еф. 4:11; 2Тим. 4:5), он је у Цезарији угостио апостола Павла и његовог сапутника на путу за Јерусалим. У то време је „имао четири кћери, девице, које су прорицале“.

## Традиција
У раним периоду је дошло до забуне са апостолом Филипом. Забуна је била утолико лакша јер се, као цењени члан апостолске дружине, лако могао описати као апостол у ширем смислу те речи, мимо првобитних 12 апостола. Касно предање описује га да се настанио у Тралесу у Анадолији, где је постао епископ те цркве.
„Свети Филип Ђакон“ се обележава 11. октобра у Православној, Католичкој, Лутеранској и англиканској цркви. Поред тога, у Православној цркви, Филип се убраја међу седамдесет апостола, и помиње се као протођакон, који се слави 4. јануара.